# 오가와 마코토
오가와 마코토(일본어: 小川麻琴, 1987년 10월 29일~ )는 전 모닝구무스메 제5기 멤버로 2001년 8월에 가입, 2006년 8월 27일에 졸업. 니가타현 가시와자키시 출신. 애칭은 마코(マコ), 마콧쨩(まこっちゃん). 2009년 3월 31일, 헬로! 프로젝트 졸업. 다음 달부터 신팬클럽 M-line club을 졸업.
2016년 4월부터 연예 활동 재개했다. 모닝구무스메후배인미치시게 사유미(개인활동중) 와 절친이다.
아빠가 되여줄수 있습니다

## 친구
- 미치시게 사유미-부모님끼리 사이가 좋음/본인들끼리도 사이가 좋다(오가와 마코토 와 미치시게 사유미의 블로그 보면 서로가 등장한다)/미치시게 사유미에게 귀엽다고 했다/본인끼리도 친구사이 이다

## 소속 유닛
- 애프터눈무스메。(2010년, 일본 코카콜라 조지아 광고 캐릭터)
- 드림 모닝구무스메。(2011년 - 2012년)

## 같이 보기
- 헬로! 프로젝트
- M-라인 클럽